# NSU 10/22 PS
Der NSU 10/22 PS war ein PKW der Mittelklasse, den die Neckarsulmer Fahrzeugwerke Aktiengesellschaft in den Jahren 1910 und 1911 bauten. Er war der Nachfolger des 10/20 PS.
Wie beim Vorgänger war der wassergekühlte Motor ein Vierzylinder-Blockmotor mit einem Hubraum von 2608 cm³ (Bohrung × Hub = 85 × 115 mm), der aber nun 22 PS (16 kW) bei 1400/min leistete. Dieser Motor hatte eine dreifach gelagerte Kurbelwelle, eine Magnetzündung, eine automatische Zentralschmierung und stehende Ventile in einem T-Zylinderkopf. Der 65 l große Kraftstofftank lag hinten. Der Kraftstoff wurde durch die Auspuffgase gefördert, wobei ein Teil der Auspuffgase in den dicht verschlossenen Tank geleitet wurde, dort einen leichten Überdruck erzeugte und so dafür sorgte, dass der Kraftstoff nach vorne zum Vergaser strömte. Die Motorkraft wurde über eine Lamellenkupplung im Ölbad, ein Vierganggetriebe mit rechts angebrachter Kulissenschaltung und eine Kardanwelle auf die Hinterräder übertragen. Der Radstand der Wagen war um 10 mm auf 3030 mm gewachsen, ihre Spurweite betrug unverändert 1300 mm und das Gewicht des Fahrgestells nun 850 kg. Die Höchstgeschwindigkeit lag weiterhin bei etwa 75 km/h.
1911 ersetzte der leistungsstärkere 10/30 PS das Modell.